# Alfons Paquet

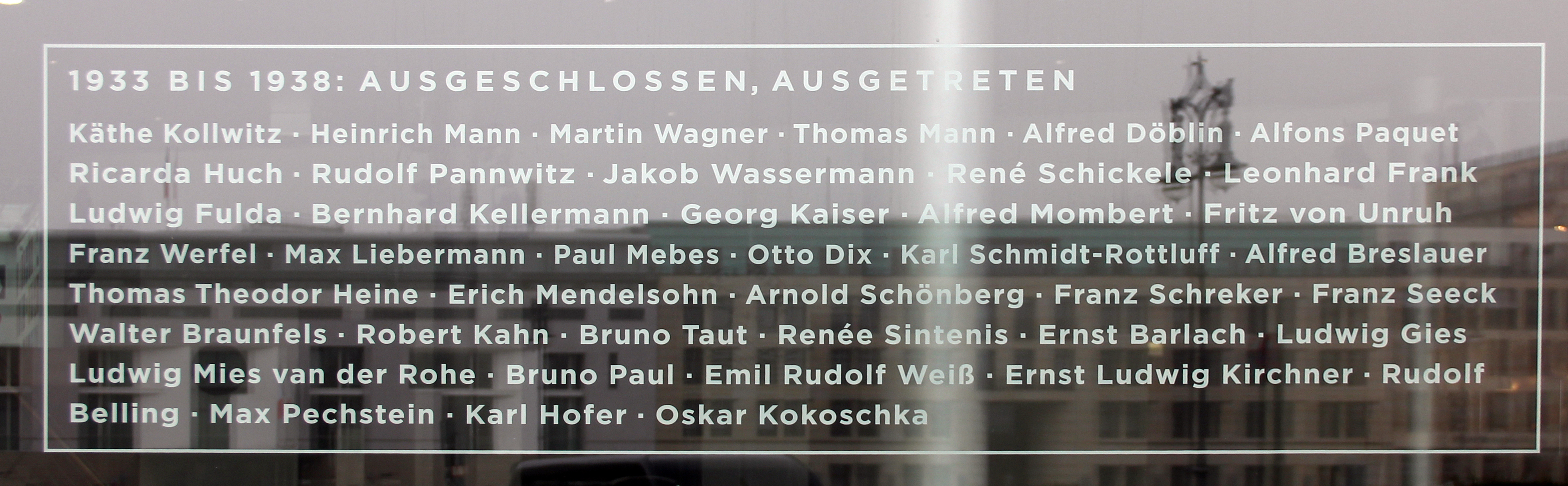
Plaque Akademie der Künste

Alfons Hermann Paquet, född 26 januari 1881 i Wiesbaden, död 8 februari 1944 i Frankfurt am Main, var en tysk författare och journalist.
Paquet var filosofie doktor och affärsman. Från vida resor till bland annat Ryssland, Kina, Mongoliet, Japan och USA hämtade Paquet stoff till en rad politiska studier, utmärkta av vaken iakttagelse och målande stil. Bland hans essayer märks Anatolien und eine deutschen Bahnen (1906), Asiatiche Reibungen(1910), Im kommunistischen Russland (1919), Der Geist der russischen Revolution (1919), Der Rhein als Schicksal oder das Problem der Völker (1920), Rom oder Moskau (1923), samt Städte, Landschaften und ewige Bewegungen (1927). Paquet har även skrivit romaner såsom Konrad Fleming (1911-26) och Die Prophezeiungen (1922), samt dramer såsom Fahnen (1922), Sturmflut (1926) och Eleonora Duse (1929). På Svenska har utgivits Europeiska nutidsessayer (1918).